# Julio Cuenú
Julio César Cuenú Saa (ur. 20 czerwca 1980) – kolumbijski zapaśnik w stylu klasycznym. Zajął 34 miejsce na mistrzostwach świata w 2006. Trzeci na mistrzostwach panamerykańskich w 2000. Brązowy medal na igrzyskach Ameryki Południowej w 2006 i 2010 i na igrzyskach Ameryki Środkowej i Karaibów w 2002 i 2006. Złoty medal igrzysk boliwaryjskich w 2005 i srebrny w 2001 roku.